# Maria Nichiforov
Maria Nichiforov (n. 9 aprilie 1951, Mila 23, România – d. 24 iunie 2022) a fost o caiacistă română de sprint, laureată cu bronz la München 1972.  
În 1969, Nichiforov a concurat la Campionatele Europene de juniori, prima ei competiție internațională, și a câștigat aurul la proba K4-500 m.  
La Jocurile Olimpice de la München din 1972, Nichiforov și Viorica Dumitru au câștigat medalia de bronz la K2-500 m.  
La Campionatele Mondiale din 1973, Nichiforov, Dumitru, Maria Cosma și Maria Ivanov au câștigat medalia de bronz la K4-500 m, primele medalii câștigate de femeile caiaciste din România.  Un an mai târziu, din nou în echipă cu Viorica Dumitru, Nichiforov a câștigat medalia de argint la Campionatele Mondiale la K2-500m (sursa: olympedia.org)